# Edelweiss Air
Az Edelweiss Air AG (IATA: WK, ICAO: EDW, Hívójel: EDELWEISS) svájci szabadidős és charter légitársaság, a Swiss International Air Lines testvérvállalata. A zürichi repülőtérről európai és interkontinentális járatokat üzemeltet.

## Története

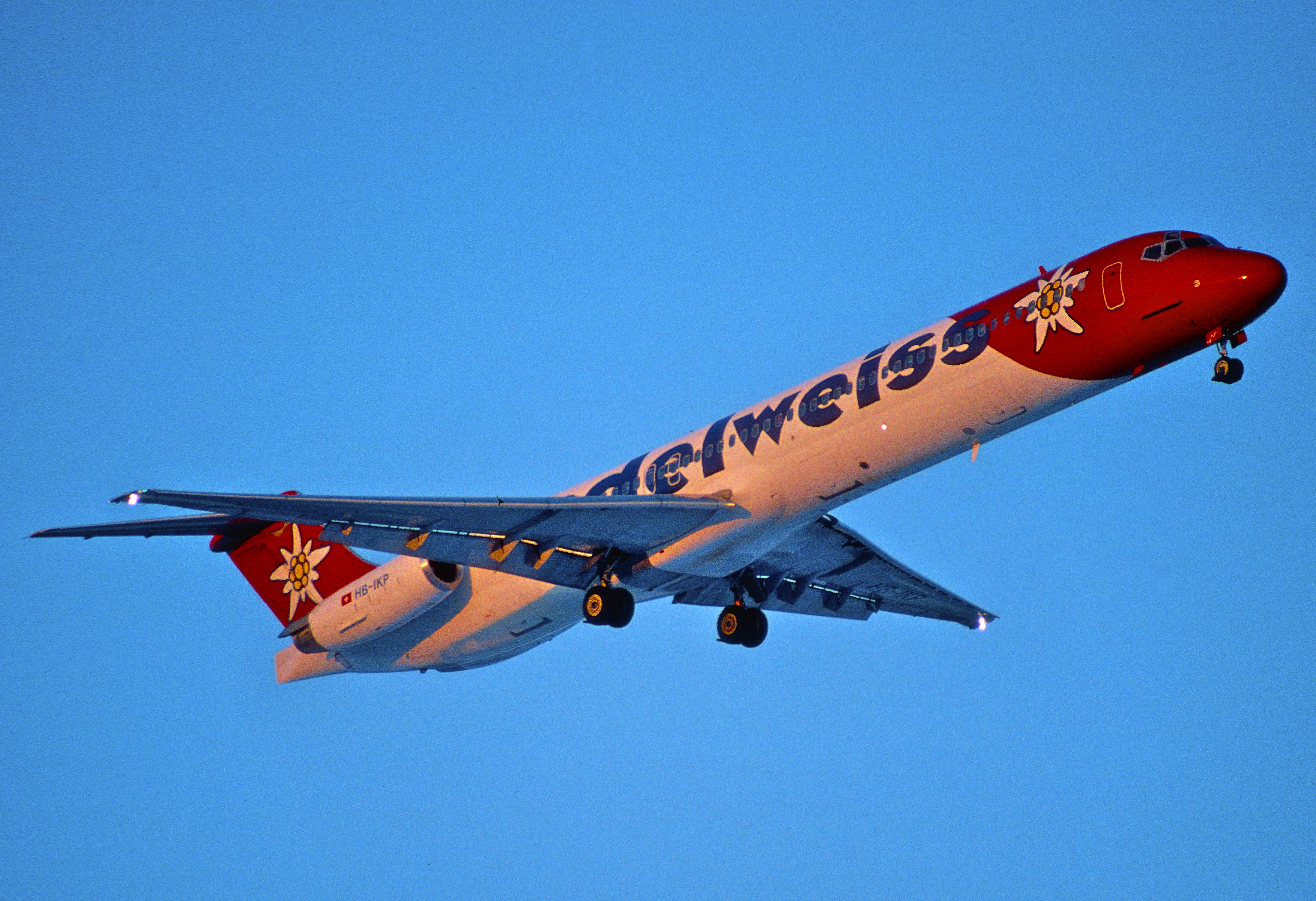
Egy ma már nyugdíjazott Edelweiss Air McDonnell Douglas MD-83-as 1997-ben.

A légitársaságot 1995. október 19-én alapították a svájci Bassersdorfban, egyetlen repülőgéppel, egy McDonnell Douglas MD-83-assal. A vállalat neve Svájc nem hivatalos nemzeti virágáról, az havasi gyopártól származik, amely a repülőgépekre is fel van festve.
A flottát később bővítették és korszerűsítették. 1998-ban új Airbus A320-200-asokat állítottak forgalomba az MD-83-asok helyett, 1999-ben pedig megkezdődtek a hosszú távú járatok kiépítése az Airbus A330-200-asokkal. Az Edelweiss Air 2001 és 2008 között hét egymást követő évben kapta meg az arany Travelstar-díjat az elért eredményeiért.
2008 novemberéig az Edelweiss Air teljes egészében a Kuoni Travel tulajdonában volt, és 190 alkalmazottat foglalkoztatott, amikor az üzemeltetési jogokat eladták a Swiss International Air Linesnak, cserébe a szállodai kapacitásaik értékesítési jogáért a svájci értékesítési hálózaton keresztül. Miután 2005-ben a Swiss International Air Lines-t felvásárolta a német Lufthansa-csoport, az Edelweiss Air is Európa legnagyobb légitársasági csoportjának leányvállalatává vált a Swiss felvásárlásával egy időben.
2011 márciusában az Edelweiss Air nagyobb Airbus A330-300-as repülőgéppel bővítette flottáját, amelyre 2010. április 5-én adtak le megrendelést. 2015 júliusában bejelentették, hogy a légitársaság 2017 és 2018 között négy Airbus A340-300-as repülőgépet kap, amelyeket korábban az anyavállalat, a Swiss International Air Lines használt. A repülőgépekkel az útvonalhálózat bővítették.
2015 novemberében az Edelweiss Air bemutatta az egyik Airbus A320-200-as repülőgépének átdolgozott festését, amelyet később a légitársaság flottájának többi darabján is alkalmaztak. 2016 decemberében az Edelweiss Air kivonta egyetlen Airbus A330-200-asát, amely átkerült a Brussels Airlineshoz, és helyére a Swiss-től örökölt Airbus A340-300-asok kerültek. 2021-ben a Lufthansa az Edelweiss Air két Airbus A330-300-asát az Eurowings Discoverhez helyezte át.

## Flotta

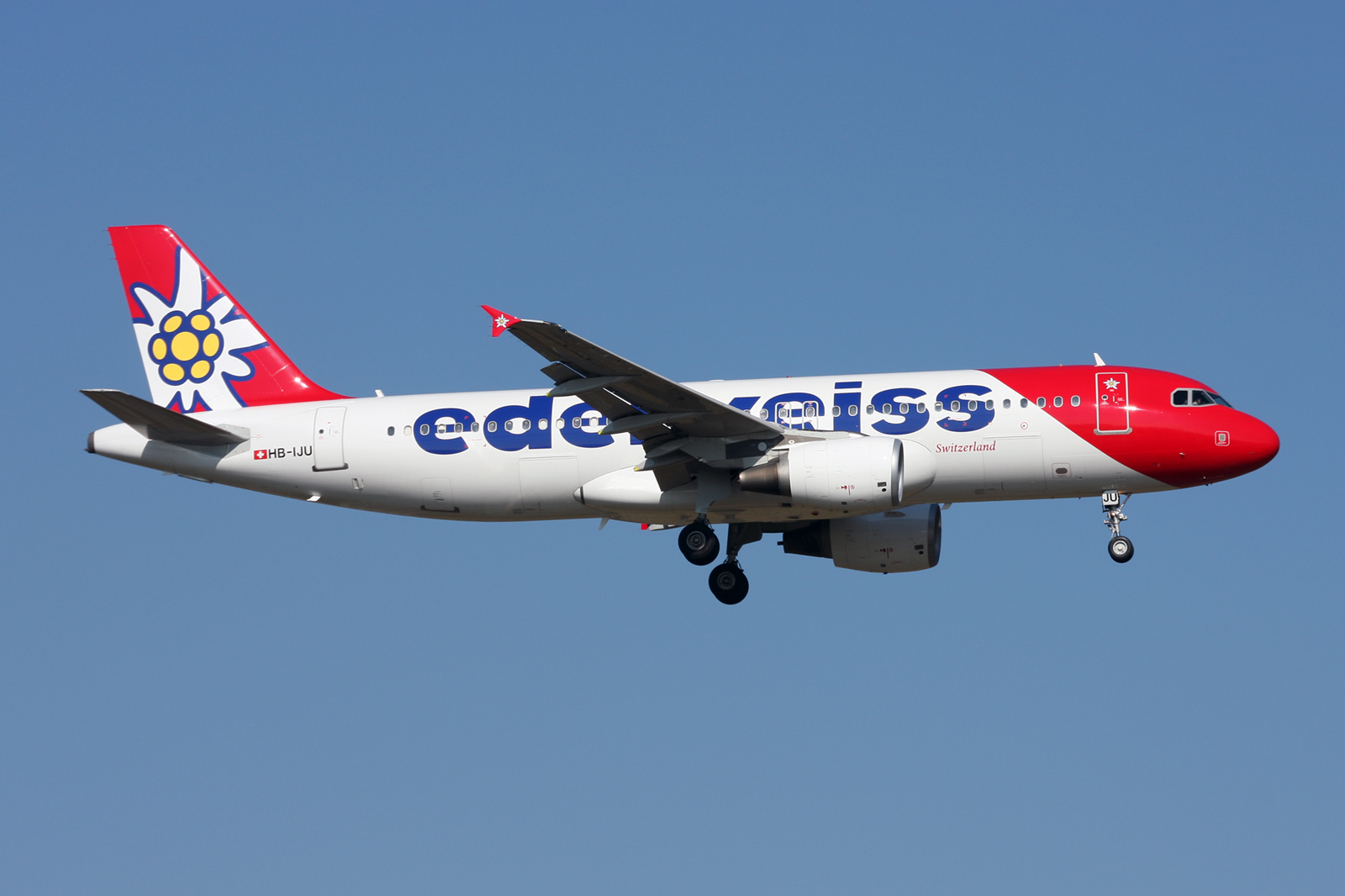
Az Edelweiss Air egyik Airbus A320-200-asa

### Jelenlegi flotta

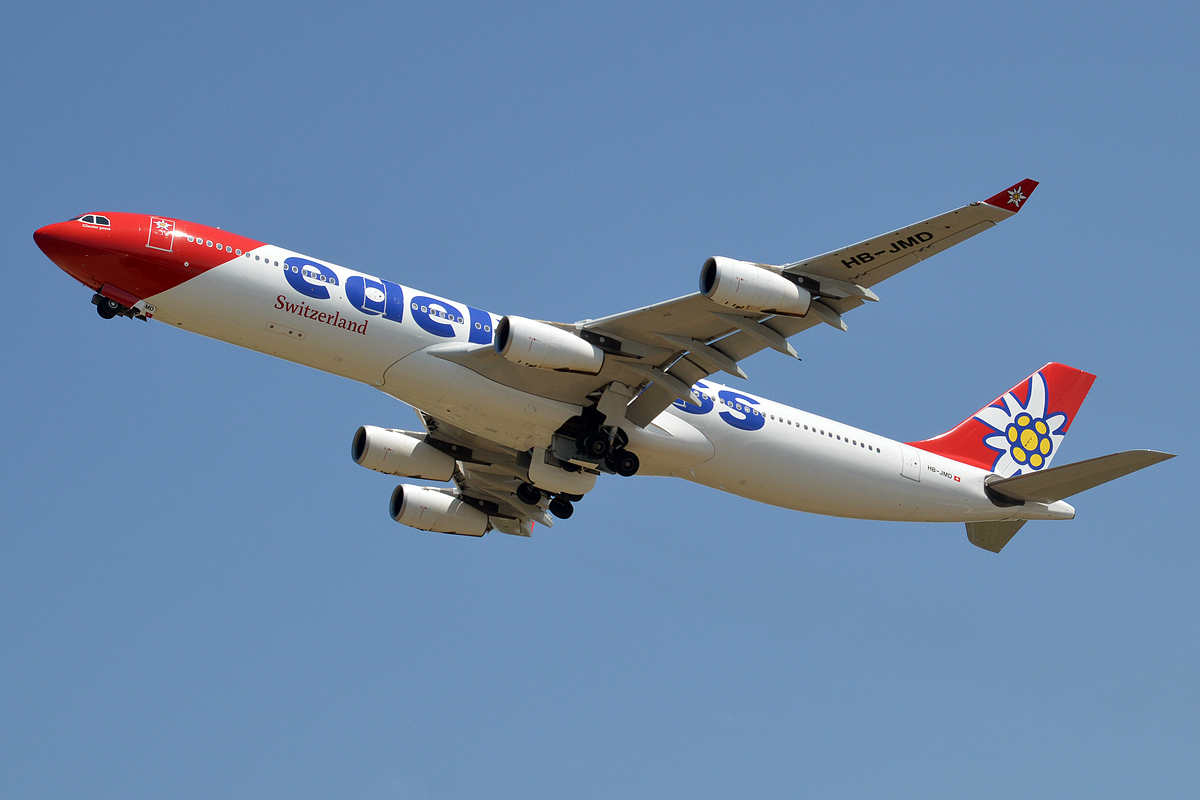
Az Edelweiss Air egyik Airbus A340-300-asa

2022 augusztusban az Edelweiss Air a következő repülőgépeket üzemeltette:

### Korábbi flotta
Az Edelweiss Air korábban a következő repülőgépeket üzemeltette:

## Fordítás
Ez a szócikk részben vagy egészben  az   Edelweiss Air című angol Wikipédia-szócikk ezen változatának fordításán alapul.  Az eredeti cikk szerkesztőit annak laptörténete sorolja fel. Ez a jelzés csupán a megfogalmazás eredetét és a szerzői jogokat jelzi, nem szolgál a cikkben szereplő információk forrásmegjelöléseként.